# Oleksandr Krykun
Oleksandr Krykun (ukrainisch Олександр Крикун; * 1. März 1968 in Leipzig) ist ein ehemaliger ukrainischer Hammerwerfer.
Krykun nahm an drei Olympischen Sommerspielen (1996 in Atlanta, 2000 in Sydney, 2004 in Athen) sowie an vier Weltmeisterschaften (1995 in Göteborg, 1997 in Athen, 2001 in Edmonton, 2003 in Paris/Saint-Denis) teil.
Seinen größten Erfolg feierte Krykun mit dem Gewinn der Bronzemedaille bei den Spielen von Atlanta, als er mit 80,03 Metern nur vom Ungarn Balázs Kiss (81,24 m) und dem US-Amerikaner Lance Deal (81,12 m) übertroffen wurde.
Seine Bestleistung stellte Krykun 1991 mit 81,66 Metern auf.
Krykun ist 1,94 m groß und wog zu Wettkampfzeiten 110 kg.